# Oxyclaenus
L'ossicleno (gen. Oxyclaenus) è un mammifero estinto, appartenente ai procreodi. Visse nel Paleocene inferiore (circa 64 - 62 milioni di anni fa) e i suoi resti fossili sono stati ritrovati in Nordamerica.

## Descrizione
Questo animale doveva assomigliare vagamente a un mustelide o forse a un viverride. Il cranio era dotato di una dentatura arcaica anche rispetto a quella di altri procreodi come Arctocyon o Chriacus. I molari superiori erano primitivi, in quanto sprovvisti di ipocono. Il paraconide dei molari inferiori era leggermente ridotto, e le cuspidi erano bulbose; vi era una costrizione tra il trigonide e il talonide, ben distinto. Rispetto ad altri animali simili come Loxolophus, Oxyclaenus era dotato di molari con creste meno marcate e con un debole sviluppo degli ipoconi dei molari superiori.

## Classificazione
Il genere Oxyclaenus venne descritto per la prima volta da Edward Drinker Cope nel 1884, sulla base di resti fossili ritrovati in terreni del Paleocene inferiore del Nuovo Messico; la specie tipo è Oxyclaenus cuspidatus. In seguito sono state attribuite numerose altre specie a questo genere, tutte provenienti dal Paleocene inferiore degli Stati Uniti occidentali, ma attualmente sono riconosciute cinque specie: O. cuspidatus, O. antiquus, O. pugnax, O. simplex, O. subbituminus.
Oxyclaenus è il genere eponimo degli ossiclenidi, mammiferi arcaici probabilmente ascrivibili ai procreodi, un gruppo di mammiferi poco specializzati, ma che andarono a occupare nicchie ecologiche già diversificate, tra cui quella dei grandi carnivori.